# Haruka Tomatsu
Haruka Tomatsu (戸松遥Tomatsu Haruka)(nascida em 4 de fevereiro de 1990 em Ichinomiya) é uma cantora, atriz e seiyū de animes japonesa.

## Sumário

### História
Entre os anos de 2005 e 2006 concorreu ao concurso de super seiyū da agência Music Ray'n.
Em Janeiro de 2006 concorreu e conseguiu ficar entre as 15 finalistas, entre 37,443 participantes, do concurso de Cinderella da Touhou Geinou.
Em 2007 fez a sua estréia no anime Gakuen Utopia Manabi Straight! e logo depois o papél principal no anime Shinkyoku Sōkai Polyphonica.
Em 2008, ainda como estudante do segundo grau, ela viajou todas as semanas de Nagoya para Tóquio devido ao seu trabalho como seiyū. Após a sua graduação colegial ela se mudou para Tóquio, lugar onde frequenta a universidade.
No mesmo ano de 2008 ela se torna popular ao atuar como papél principal nos animes Zettai Karen Children, To Love-Ru e Kannagi.
No dia 4 de Setembro de 2008 fáz sua estréia como cantora com a música naissance.
No dia 15 de Fevereiro de 2009, durante o festival "Music Ray'n girls haru no choco matsuri", ela etréia no grupo Sphere com outras 3 seiyūs da mesma agência (Aki Toyosaki), (Ayahi Takagaki) e (Minako Kotobuki).
Em 24 de Fevereiro, 2010, lança seu primeiro álbum (Rainbow Road) e logo em seguida realiza seu primeiro live solo no JTB Hall em Tóquio.
Em 23 de Novembro, 2010, se apresenta como Sphere no Nihon Budoukan.
Em 19 de Dezembro, 2010, participa do show LisAni live 2010 (solo live)
Em 30 de Janeiro, 2011, seu segundo solo live no Nakano Sunplaza.
Março de 2011, após o terremoto de magnitude 9.0 no norte do Japão, o show que ela participaria (A FES 2011) é cancelado assim como o evento de lançamento do álbum do grupo Sphere, spring is here.
Dia 13 de Julho, 2011, começa sua primeira turnê solo (Tomatsu Haruka first live tour - Orange Road) com shows em Kobe, Nagoya e Yokohama.
Em 2023, fez um cover de "Anniversary" da banda SID para o álbum tributo Sid Tribute Album -Anime Songs- (2023).

## Trabalhos como seiyū

### Animes

#### 2007
- Bokurano como Futaba Yamura
- Engage Planet Kiss Dum como Mayura
- Gakuen Utopia Manabi Straight! como estudante
- Les Misérables: Shōjo Cosette como Audrey
- Moetan como Sumi Kuroi
- Shinkyoku Sōkai Polyphonica como Corticarte Apa Lagranges
- Sky Girls como Yayoi Makihara

#### 2008
- Kannagi como Nagi
- Kemeko Deluxe! como M.M.
- Kyōran Kazoku Nikki como Senko Himemiya e Chika Midarezaki
- Mobile Suit Gundam 00 Second Season como Mileina Vashti
- Shina Dark como Garlet Fey Sowauge
- To Love-Ru como Lala Satalin Deviluke
- Zettai Karen Children como Shiho Sannomiya

#### 2009
- Asu no Yoichi! como Ayame Ikaruga
- Asura Cryin' como Misao Minakami
- Basquash como Rouge
- CANAAN como Yunyun
- Cross Game como Aoba Tsukishima
- GA Geijutsuka Art Design Class como Yamaguchi, Kisaragi
- Nyan Koi como Akari Kirishima e Kotone Kirishima
- Seitokai no Ichizon como Miyashiro Kanade
- Shinkyoku Soukai Polyphonica Crimson S como Corticarte Apa Lagranges
- Sora no Manimani como Hime Makita
- Toaru Kagaku no Railgun como Kinuho Wannai
- White álbum como Mizuki Mana
- Yoku Wakaru Gendai Mahō como Yumiko Cristina Ichinose

#### 2010
- Asobi ni Iku yo! como Manami Kinjō
- Durarara!! como Rio Kamichika
- Ichiban Ushiro no Dai Maō como Eiko Teruya
- Katanagatari como Princess Hitei
- Ladies versus Butlers! como Hedyeh
- Mitsudomoe como Hitoha Marui
- Motto To Love-Ru como Lala Satalin Deviluke
- Shiki como Megumi Shimizu
- Sora no Woto como Maria
- Soredemo Machi wa Mawatteiru como Prof. Nishi
- Star Driver: Kagayaki no Takuto como Kita no Miko e Sakana-chan

#### 2011
- Ano Hi Mita Hana no Namae o Bokutachi wa Mada Shiranai como Naruko Anjou
- Beelzebub como Yuka Hanazawa
- C como Mashu
- Hana saku Iroha como Yuina Wakura
- Mitsudomoe 2nd Season como Hitoha Marui
- Nekogami Yaoyorozu como Mayu

#### 2012
- Ano Natsu de Matteru como Ichika Takatsuki
- Magi como Morgiana
- Natsuiro Kiseki como Yuka Hanaki
- Sword Art Online como Yuuki Asuna
- To Love-Ru Darkness como Lala Satalin Deviluke
- Tonari no Kaibutsu-kun como Shizuku Mizutani

#### 2013
- Hyakka Ryōran: Samurai Bride como Mataemon Araki
- Kakumeiki Valvrave como Saki Rukino
- Zyuden Sentai Kyoryuger como Candelilla
- Tô como Rhayanne

#### 2014
- Yo-kai Watch como Keita Amano
- Mahouka Koukou no Rettousei como Sayaka Mibu

#### 2015
- Absolute Duo como Imari Nagakura
- Gintama como Ginko Sakata
- Dungeon ni Deai o Motomeru no wa Machigatteiru Darou ka? como Eina Chūru

#### 2021
- Horimiya como Kyoko Hori
- Idoly Pride como Rio Kanzaki

### OVA
- Ichigo Mashimaro como estudante
- Mobile Suit Gundam Unicorn como Micott Bartsch
- Tales of Symphonia como garota
- To Love-Ru como Lala Satalin Deviluke
- Zettai Karen Children OVA como Shiho Sannomiya

### Games
- Arc Rise Fantasia como Cecille
- Blaze Union: Story to Reach the Future como Cerica
- Digimon World Re:Digitize Decode como Rina Shinomiya
- Harvest Moon Grand Bazaar como Antoinette
- Rune Factory 3 como Ion
- The Idolmaster como Ai Hidaka
- Valkyria Chronicles 2 como Alias
- Persona 5 como Haru Okumura e Milady
- Super Smash Bros. Ultimate como Haru Okumura
- Crash Fever como Innes

## Discografia

### Singles
|    | Título                  | Data do Lançamento   | Trabalho                       |
| -- | ----------------------- | -------------------- | ------------------------------ |
| 1  | naissance               | 3 de Setembro, 2008  | Here is Greenwood (Novela)     |
| 2  | Motto Hade Ni Ne!       | 29 de Outubro, 2008  | Kannagi OP                     |
| 3  | Musuhi no Toki          | 26 de Novembro, 2008 | Kannagi ED                     |
| 4  | Koi no Uta              | 13 de Maio, 2009     | Shinkyoku Sōkai Polyphonica ED |
| 5  | Girls, Be Ambitious.    | 27 de Janeiro, 2010  | Sora no Woto ED                |
| 6  | Nagisa no SHOOTING STAR | 4 de Agosto, 2010    |                                |
| 7  | Baby Baby Love          | 3 de Novembro, 2010  | Motto To Love-Ru ED            |
| 8  | Oh My God ♥             | 23 de Julho, 2011    | Nekogami Yaoyorozu ED          |
| 9  | Yume Sekai              | 25 de Julho, 2012    | Sword Art Online ED            |
| 10 | Q & A Recital!          | 17 de Outubro, 2012  | Tonari no Kaibutsu-kun OP      |

### álbum
|   | Título       | Data do Lançamento    | Música |
| - | ------------ | --------------------- | --- |
| 1 | Rainbow Road | 24 de Fevereiro, 2010 | - 01: Jikochū Otoko - 02: motto☆hade ni ne! - 03: Circle - 04: Nanairo Michishirube - 05: Girls, Be Ambitious. - 06: REWIND - 07: Kioku no Keshiki - 08: Musubi no toki - 09: naissance - 10: Rainbow - 11: Counter Attack - 12: Mirai Tokei - 13: Star☆Tripper - 14: Koi no Uta |

## Live
|   | Data                                                        | Live                                           | Local |
| - | ----------------------------------------------------------- | ---------------------------------------------- | --- |
| 1 | - 21 de Março, 2010                                         | Nana iro no otanoshimikai in JCB Hall          | - JCB Hall (Tokyo) |
| 2 | - 17 de Julho, 2011 - 23 de Julho, 2011 - 7 de Agosto, 2011 | Haruka Tomatsu first live tour - Orange Road - | - Kobe International House - International Hall (Kobe) - Nagoya International Conference - Century Hall (Nagoya) - Pacific Yokohama - National Hall (Yokohama) |